# Jaune 2G
Le Jaune 2G ou E107 est un colorant azoïque organochloré. Son usage comme colorant alimentaire est interdit en Europe et aux États-Unis.

## Impact sur la santé
Cette substance est hautement allergisante, avec une sensibilité croisée avec l’aspirine, Il peut provoquer une hyperactivité infantile et des éruptions cutanées, surtout en association avec les benzoates (E210 à E215).